# Campionato Sudamericano 1981 (hockey su pista)
Il campionato sudamericano di hockey su pista 1981 è stata la 13ª edizione del torneo di hockey su pista per squadre nazionali maschili sudamericane. Il torneo si è svolto in Uruguay a Maldonado dal 9 al 13 dicembre 1981.
A vincere il torneo fu l'Argentina per la settima volta nella sua storia precedendo in classifica il Brasile.

## Formula
Il campionato Sudamericano 1981 fu disputato da cinque selezioni nazionali tramite la formula del girone all'italiana con gare di sola andata. Vennero attribuiti due punti per l'incontro vinto, uno per l'incontro pareggiato e zero in caso di sconfitta. La prima squadra classificata venne proclamata campione.

## Squadre partecipanti
| Pr. | Squadra   | Partecipazioni precedenti al torneo                                    |
| --- | --------- | ---------------------------------------------------------------------- |
| 1   | Argentina | 1956, 1959, 1963, 1966, 1967, 1969, 1971, 1973, 1975, 1977, 1979       |
| 2   | Brasile   | 1954, 1956, 1959, 1966, 1967, 1969, 1971, 1973, 1975, 1977, 1979       |
| 3   | Cile      | 1954, 1956, 1959, 1963, 1966, 1967, 1969, 1971, 1973, 1975, 1977, 1979 |
| 4   | Ecuador   | Esordiente                                                             |
| 5   | Uruguay   | 1954, 1956, 1959, 1963, 1967, 1969, 1971, 1973                         |

Nota bene: nella sezione "partecipazioni precedenti al torneo" le date in grassetto indicano la squadra che ha vinto quell'edizione del torneo

## Svolgimento del torneo

### Classifica finale
| Pos. | Squadra   | Pt | G | V | N | P | GF | GS | DR  |
| ---- | --------- | -- | - | - | - | - | -- | -- | --- |
| 1.   | Argentina | 8  | 4 | 4 | 0 | 0 | 36 | 3  | +33 |
| 2.   | Brasile   | 5  | 4 | 2 | 1 | 1 | 43 | 9  | +34 |
| 3.   | Cile      | 5  | 4 | 2 | 1 | 1 | 31 | 12 | +19 |
| 4.   | Uruguay   | 1  | 4 | 0 | 1 | 3 | 6  | 46 | -40 |
| 5.   | Ecuador   | 1  | 4 | 0 | 1 | 3 | 5  | 51 | -46 |

### Risultati
| Maldonado 9 dicembre 1981 | Argentina | 2 – 1 | Brasile |  |

| Maldonado 9 dicembre 1981 | Ecuador | 3 – 3 | Uruguay |  |

| Maldonado 10 dicembre 1981 | Cile | 14 – 1 | Ecuador |  |

| Maldonado 10 dicembre 1981 | Cile | 11 – 1 | Uruguay |  |

| Maldonado 11 dicembre 1981 | Argentina | 16 – 0 | Ecuador |  |

| Maldonado 11 dicembre 1981 | Brasile | 4 – 4 | Cile |  |

| Maldonado 12 dicembre 1981 | Argentina | 6 – 2 | Cile |  |

| Maldonado 12 dicembre 1981 | Brasile | 20 – 2 | Uruguay |  |

| Maldonado 13 dicembre 1981 | Argentina | 12 – 0 | Uruguay |  |

| Maldonado 13 dicembre 1981 | Brasile | 18 – 1 | Ecuador |  |